# Postcon
Postcon (auch: Postcon National, ehemals Postcon Deutschland) ist ein Briefdienstleister speziell für Geschäftspost. Der Marktanteil in Deutschland liegt bei rund 10 Prozent. Das Unternehmen ist eine hundertprozentige Tochtergesellschaft der Quantum Capital Partners GmbH.

## Geschichte
Postcon geht auf die EP Europost AG & Co. KG  aus Hannover zurück. Das Joint Venture zwischen der niederländischen TNT Post Group (TPG NV) und der deutschen Hermes Logistik Gruppe verteilte Briefe, Infopost, Versandhauskataloge oder Presseerzeugnisse, welche nicht unter das Briefmonopol fielen.
Von April 2006 an firmierte EP Europost unter dem Namen TNT Post.
Im April 2011 wurde die TNT-Post-Niederlassung in Hamburg an die Elbkurier GmbH veräußert, welche im Oktober desselben Jahres Insolvenz anmeldete.
In Stuttgart wurde die TNT-Post-Niederlassung Fellbach im Februar 2012 geschlossen, nachdem sich TNT am örtlichen Privatpostdienstleister BWPOST beteiligt hatte.
Am 19. März 2014 fand die Umwandlung von TNT Post zu Postcon statt. Die Gesellschaften wurden dabei unter Postcon zusammengefasst und behielten ihre Standorte.
Postcon beantragte Anfang Dezember 2016 die Übernahme der Mehrheit an der PIN Mail AG sowie am bundesweiten Briefnetzwerk Mail Alliance beim Bundeskartellamt. Bislang war Postcon an beiden Gesellschaften in einem Joint Venture mit der Holtzbrinck Publishing Group gleichberechtigt beteiligt.
Anfang November 2019 gab die Postcon Unternehmensgruppe den erfolgreichen Abschluss des Eigentümerwechsels von PostNL auf Quantum Capital Partners mit Sitz in München bekannt. Aufgrund der Übernahme gründete Quantum Capital Partners am 6. August 2019 die Blitz 19-232 GmbH, die am 31. Oktober 2019 in Postcon National GmbH umbenannt wurde. Die Postcon National GmbH übernahm alle Vermögenswerte von der Postcon Deutschland B.V. & Co. KG.

## Dienstleistungsangebot

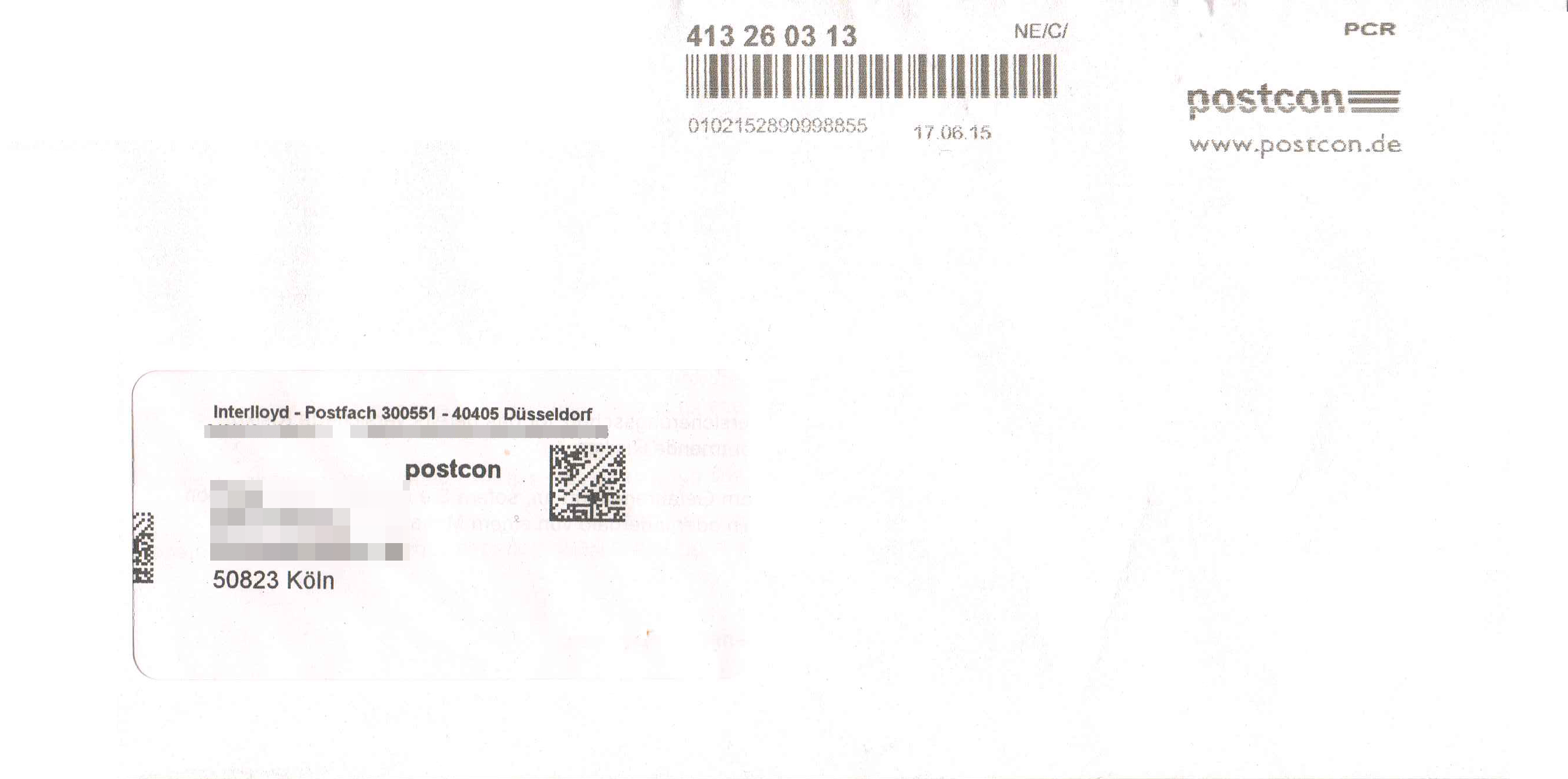
Briefsendung, innerdeutscher Versand mit Postcon

Postcon bietet die Zustellung von Briefen, Infopost, Mailings, Warensendungen sowie die Zustellung kommunaler Briefpost und internationaler Post für Geschäftskunden in Deutschland an, die mehr als 50 geschäftliche Briefe und Sendungen täglich verschicken.

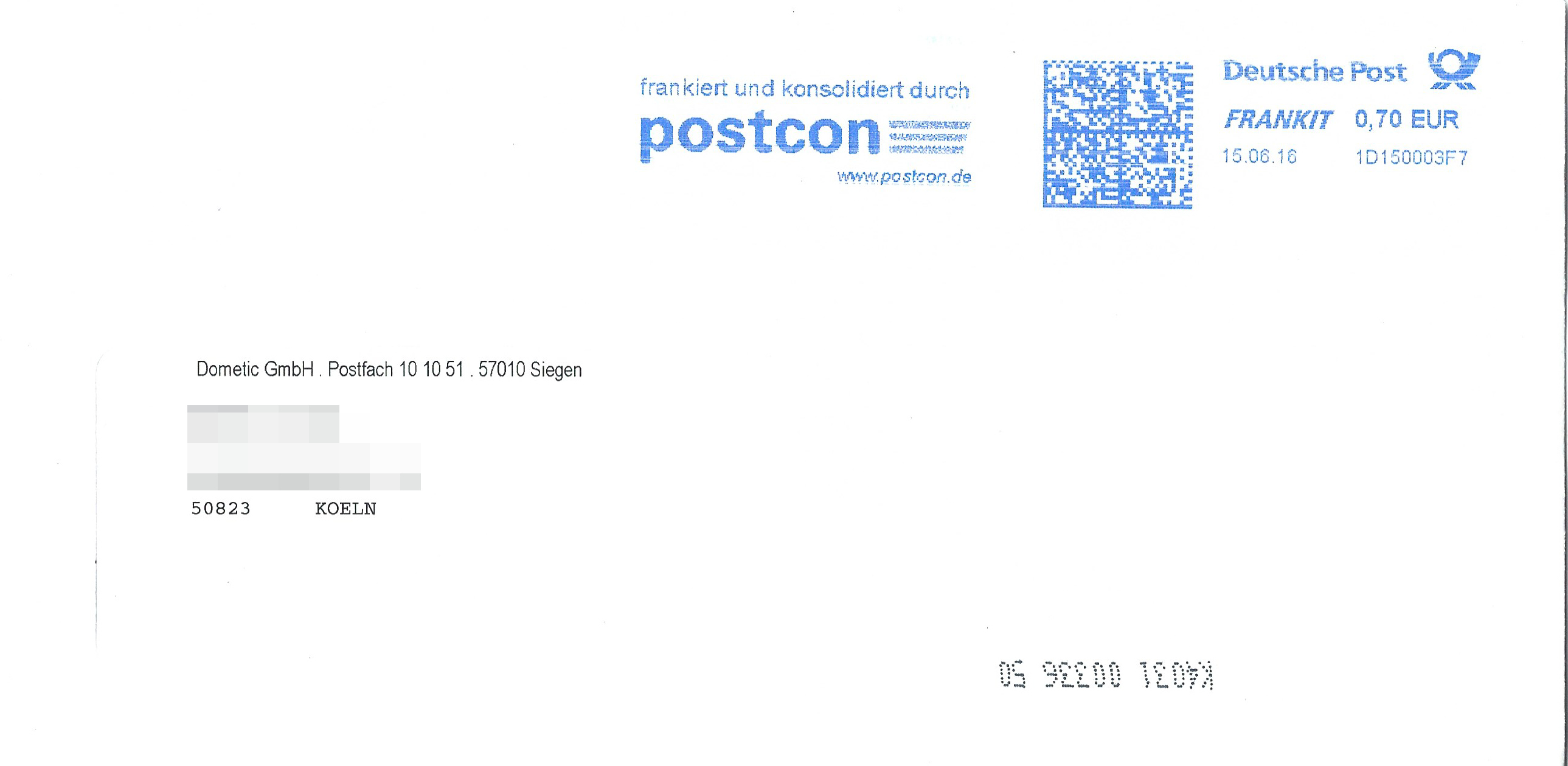
Briefsendung, frankiert und konsolidiert durch postcon, Versand durch die Deutsche Post

Über eigene Zustellstrukturen im Ruhrgebiet und Rheinland sowie über rund 20 Beteiligungen an regionalen, meist verlagsgebundenen Briefdiensten werden rund 30 Prozent der bundesdeutschen Haushalte direkt erreicht. Um einen flächendeckenden Zustelldienst bieten zu können, arbeitet Postcon mit Mail Alliance und der Deutschen Post zusammen.

## Situation seit Ende des Briefmonopols

### Post-Mindestlohn
Die TNT Post Regioservice GmbH klagte im Januar 2008 mit anderen Konkurrenten der Deutschen Post AG gegen die deutsche Postmindestlohnverordnung. Mit dieser Verordnung wurde bestimmt, dass der Mindestlohn für Briefdienstleistungen, den der Arbeitgeberverband Postdienste e. V. und die Vereinte Dienstleistungsgewerkschaft im Tarifvertrag über Mindestlöhne für die Branche Briefdienstleistungen vom 29. November 2007 vereinbart hatten, auch für alle nicht an den Mindestlohntarifvertrag gebundenen Arbeitgeber und Arbeitnehmer der Branche gelten sollte. Die Kläger waren in allen drei Instanzen erfolgreich. Letztinstanzlich stellte das Bundesverwaltungsgericht am 28. Januar 2010 fest, dass die Postmindestlohnverordnung die Rechte der Kläger verletzten. (Zitat: „Das Verwaltungsgericht hat dem Feststellungsbegehren der Kläger stattgegeben. Die Berufung der Beklagten hatte teilweise Erfolg. Das Berufungsgericht hielt die Klagen der Arbeitgeber für unzulässig. Im Übrigen hat es die Entscheidung des Verwaltungsgerichts bestätigt.“) Damit sind die Mindestlöhne auf dem Postmarkt formal außer Kraft.

### Umsatzsteuerprivileg
Seit dem 1. Juli 2010 sind formal auch die Universaldienstleistungen, welche durch Wettbewerber der Deutschen Post AG erbracht werden, von der Umsatzsteuer befreit, die Finanzämter gewähren die Umsatzsteuerbefreiung bisher jedoch nur der Deutschen Post AG mit dem Argument, dass die Privaten nicht flächendeckend präsent seien.

Kartellamt-Ermittlungen
Am 20. Juli 2023 wurde das Verfahren geöffnet gegen die Postcon, Compador und die Deutschen Post InHaus Services wegen möglicher Preismanipulationen.